# Если Бога нет, всё позволено

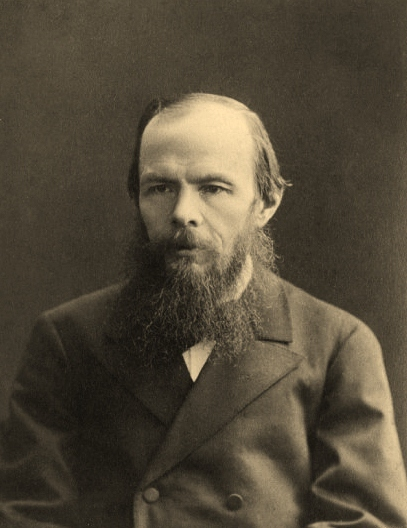
Ф. М. Достоевский

«Если Бога нет, всё позволено» («Если Бога нет, всё дозволено») — крылатое выражение, приписываемое Ф. М. Достоевскому, которое обычно связывают с романом Достоевского «Братья Карамазовы». Представляет собой краткое изложение взглядов Ивана Карамазова. Выражение не является прямой цитатой и как единая фраза в указанном романе отсутствует.

## Крылатое выражение
- «Если Бога нет, всё позволено»;
- «Если Бога нет, то всё позволено»;
- «Если Бога нет, значит, всё позволено»;

- «Если Бога нет, всё дозволено»;
- «Если Бога нет, то всё дозволено»[Комм. 1];

и т. д.
Фразу «Если Бога нет, всё позволено» (и её различные варианты) часто относят к цитатам из Достоевского. Философ И. Б. Чубайс признаёт её самой известной, культуролог и историк К. В. Душенко — второй по известности (после «Красота спасёт мир»). Её можно встретить в «Энциклопедии кино» и словарях по философии, она используется философами, писателями, священниками, звучит по радио, присутствует в мемуарах Керенского. Жан-Поль Сартр в своей лекции «Экзистенциализм — это гуманизм» берёт её за исходный пункт философии экзистенциализма.
Обычно (хотя и не всегда) её связывают с романом Достоевского «Братья Карамазовы»: «Мысль эта проведена через весь огромный роман с высокой степенью художественной убедительности», — утверждает К. В. Душенко. Однако выражение «Если Бога нет, всё позволено» как единая фраза в указанном романе отсутствует. Нет её и в других произведениях Достоевского.

### Различные формулировки
Тезис Достоевского приводится в нескольких вариантах (см. врезку). Ни один из них не является точной цитатой из Достоевского.

## Тезис Достоевского как предмет и инструмент интерпретации
Тезис Достоевского можно как принимать, так и не принимать (см. ниже). В случае принятия тезиса он допускает как религиозную, так и атеистическую интерпретацию. Анализируя тезис Достоевского, писатель Виктор Ерофеев, по сути, приводит одно из доказательств бытия Божия:

В рассуждении: если Бога нет — всё позволено, однако не всё позволено, значит, Бог есть, — казалось бы, есть своя логика, и многие — если не сказать все — религиозные мыслители, исследовавшие мысль Достоевского, признавали правильность этого рассуждения.

В самом деле, если мы согласны с тем тезисом, что если Бога нет, всё позволено, а также убеждены или приходим к убеждению, что не всё позволено, то мы должны бы согласиться с тем, что Бог есть.
Однако сам Ерофеев не согласен с описанным рассуждением:

Гораздо более логично признать ошибочность первого тезиса и предложить иной:
«если Бога нет — не всё позволено», что в сочетании с
«если Бог есть — не всё позволено»
даёт нам право сделать вывод, что человеку дозволяется не всякое действие, независимо от существования Бога.

В отличие от Ерофеева философ Жан-Поль Сартр не оспаривает тезис, а берет за исходную точку экзистенциализма:

Достоевский как-то писал, что «если Бога нет, то всё дозволено». Это — исходный пункт экзистенциализма.
— Жан-Поль Сартр, Экзистенциализм — это гуманизм
Будучи представителем атеистического экзистенциализма, он приходит к тому, что, как отмечает философ Фредерик Коплстон,

Человек является единственным источником ценностей, и индивиду остается творить или выбирать собственную шкалу ценностей, его собственный идеал. Однако это «остаётся» не несёт с собой счастья.

Сам Сартр выражается жёстче Коплстона:

…человек осуждён быть свободным.
— Жан-Поль Сартр, Экзистенциализм — это гуманизм

## Происхождение фразы
Тезис Достоевского можно рассматривать как «сводную» цитату, как бы полученную при помощи «ножниц и клея» из нескольких разных. Но даже одной цитаты достаточно, чтобы тем же способом получить фразу «Без Бога <…> всё позволено».
Другое возможное объяснение происхождения фразы лежит на поверхности: она в готовом виде содержится у Сартра (см. выше).

### Связь с текстом романа
— Неужели вы действительно такого убеждения о последствиях иссякновения у людей веры в бессмертие души их? — спросил вдруг старец Ивана Фёдоровича.
— Да, я это утверждал. Нет добродетели, если нет бессмертия.
— Блаженны вы, коли так веруете, или уже очень несчастны!
— Почему несчастен? — улыбнулся Иван Фёдорович.
— Потому что, по всей вероятности, не веруете сами ни в бессмертие вашей души, ни даже в то, что написали о церкви и о церковном вопросе.
В любом случае тезис «Если Бога нет, всё позволено» представляет собой краткую, но достаточно точную формулировку взглядов Ивана Карамазова. Эти взгляды он первоначально высказывает во время какого-то спора, который в романе не описан. Затем свидетель спора (Пётр Александрович Миусов) в келье старца Зосимы так пересказывает эти взгляды:

…уничтожьте в человечестве веру в своё бессмертие, в нём тотчас же иссякнет не только любовь, но и всякая живая сила, чтобы продолжать мировую жизнь. Мало того: тогда ничего уже не будет безнравственного, всё будет позволено…

Выслушав рассказчика, Иван Карамазов не только не опровергает его, но и, отвечая на вопрос старца Зосимы, вполне подтверждает сказанное Миусовым: если нет бессмертия, позволено всё. Такого рода убеждение становится для Ивана источником крайнего несчастья (см. врезку).

## Прототипы тезиса
Трактат Лактанция «Божественные установления», в котором содержатся эти слова, вышел в русском переводе в 1848 г. Насколько этот перевод был известен, остаётся вопросом. Но изданные в 1670 г. «Мысли» Блеза Паскаля были известны очень хорошо, а там утверждалось: «Человеческая нравственность целиком зависит от решения вопроса, бессмертна душа или нет».
Константин Душенко указывает, что мысль Достоевского «стара почти так же, как христианство», и приводит следующую цитату латинского богослова III—IV веков Лактанция:

Как скоро люди уверятся, что Бог мало о них печётся и что по смерти они обратятся в ничто, то они предаются совершенно необузданности своих страстей, <…> думая, что им всё позволено.

## Если Бога нет…

### Герои Достоевского
- «Если Бога нет, то какой же я после того капитан?» («Бесы», часть 2, глава 1, не названный по имени персонаж[Комм. 5]).
  - Пример неточного цитирования: «Если Бога нет, то какой же я штабс-капитан?»[19]
- «Если нет Бога, то я бог»[Комм. 6], «Если Бог есть, то вся воля Его, и из воли Его я не могу. Если нет, то вся воля моя» («Бесы», часть 3, глава 6, инженер Кириллов в разговоре с Петром Степановичем Верховенским).
- «…ибо коли Бога бесконечного нет, то и нет никакой добродетели, да и не надобно её тогда вовсе» («Братья Карамазовы», книга 11, глава VIII, Смердяков в разговоре с Иваном Карамазовым).

### Философы и богословы
- «Если Бога нет, а я в Него верю, я ничего не теряю. Но если Бог есть, а я в Него не верю, я теряю всё» (приписывается Паскалю[Комм. 7], 1623—1662, см. также статью Пари Паскаля).
- «Если Бога нет, то его следовало бы выдумать»[Комм. 8] (Вольтер,  1694—1778).
- «Но если Бога нет, почему же мне стесняться?»[23] (философ К. Н. Леонтьев, 1831—1891, из воспоминаний Л. А. Тихомирова).
- «Если нет Бога, то „я“ Бог, и притом не „я“ вообще, не человечество в моём „я“, как у Фейербаха, а моё единичное, единственное „я“»[24] (философ Н. А. Бердяев, 1874—1948).
- «Мораль без религии не имеет основания. <…> Если Бога нет, то мне всё возможно! Ведь тогда человек – сам себе Бог»[25] (митрополит Вениамин (Федченков), 1880—1961).
- «…если Бога нет, то нет и бессмертия, нет и суда, нет и ответственности ни за что, нет и никаких заповедей, ни Божиих, ни внутри себя, – т.е. совести»[26] (он же).

### Прочие
Психоаналитик Жак Лакан «перевернул» тезис Достоевского: «Если бога нет, то всё запрещено».
Философ Славой Жижек, интерпретируя эту парадоксальную мысль, утверждает:  

…беглый взгляд на наш моральный ландшафт подтверждает, что это гораздо более подходящее описание поведения атеистических либералов/гедонистов: они посвящают свою жизнь погоне за удовольствиями, но поскольку нет внешнего авторитета, который гарантировал бы им личное пространство для этой погони, они запутываются в густой сети наложенных на самих себя «политкорректных» ограничений, как будто они ответственны перед неким суперэго, гораздо более суровым, чем традиционная мораль. Тем самым их доводит до помешательства обеспокоенность тем, что в погоне за удовольствиями они могут нарушить личное пространство других, и поэтому они регулируют своё поведение, принимая к использованию подробные предписания о том, как избежать «домогательств» к другим, наряду с не менее сложным режимом заботы о себе (физкультура, здоровое питание, духовная релаксация и т. д.).

Оригинальный текст (англ.)…a quick look at our moral landscape confirms that it is a much more appropriate description of the atheist liberal/hedonist behaviour: they dedicate their life to the pursuit of pleasures, but since there is no external authority which would guarantee them personal space for this pursuit, they get entangled in a thick network of self-imposed "Politically Correct" regulations, as if they are answerable to a superego far more severe than that of the traditional morality. They thus become obsessed with the concern that, in pursuing their pleasures, they may violate the space of others, and so regulate their behaviour by adopting detailed prescriptions about how to avoid "harassing" others, along with the no less complex regime of the care-of-the-self (physical fitness, health food, spiritual relaxation, and so on).

## Контртезисы

### Высказывание Версилова
Я представляю себе, мой милый, что бой уже кончился и борьба улеглась. <…> И люди вдруг поняли, что они остались совсем одни, и разом почувствовали великое сиротство. <…> Осиротевшие люди тотчас же стали бы прижиматься друг к другу теснее и любовнее; они схватились бы за руки, понимая, что теперь лишь они одни составляют всё друг для друга. Исчезла бы великая идея бессмертия, и приходилось бы заменить её; и весь великий избыток прежней любви к Тому, который и был бессмертие, обратился бы у всех на природу, на мир, на людей, на всякую былинку.
У самого Достоевского в романе «Подросток» устами Версилова высказывается идея, противоположная по смыслу (см. врезку). Философ Николай Бердяев именует её «гениальной по силе прозрения» фантастической утопией, картиной безбожной любви «не от Смысла бытия, а от бессмыслицы бытия», — любви, по сути своей противоположной христианской, при которой «люди прилепляются друг к другу и любят друг друга, потому что исчезла великая идея Бога и бессмертия»:

Такой любви никогда не будет в безбожном человечестве; в безбожном человечестве будет то, что нарисовано в «Бесах».

## Комментарии
1. ↑  Курсивом выделен вариант, который связан с именем Сартра (см. ниже.)
2. ↑  Например, в статье под заголовком «Колаковский, Лешек», опубликованной в энциклопедии «Кругосвет», можно встретить вариант «Если нет Бога, всё допустимо».
3. ↑  «В процессе эксперимента живая жизнь с её случайностями и закономерностями, одинаково неподвластными логическому мышлению, приходит в нестерпимое противоречие с головным, „диалектическим“ тезисом. Выясняется, что позволено не всё», — замечает В. Ерофеев, описывая жизненный опыт тех атеистически настроенных героев Достоевского, которые разделяют тезис[14].
4. ↑  Цитата из трактата «Божественные установления» даётся по переводу Е. Карнеева (1848): «Божественные наставления», II, 1 (86, ч.1, с.100)[18].
5. ↑  В романе говорится, что слова эти произнес «седой бурбон капитан».
6. ↑  В этой цитате встречается двоякое написание — «Бог» и «бог». В советское время это слово всегда писалось с малой буквы. Не следует, однако, впадать в противоположную крайность: 

Сейчас, впадая в обычное преувеличение, мы готовы любое значение слова «бог» отмечать с заглавной буквы. Между тем с большой буквы писали это слово только для означения высшего существа, давшего начало и смысл миру. Языческое многобожие и еретическое мудрствование означались с малой буквы[20]. Использованный вариант написания цитаты сверен с дореволюционным Полным собранием сочинений Достоевского[21] и цитатой из современной публикации[22].
7. ↑  См. Викицитатник, информация нуждается в уточнении.
8. ↑  фр. Si Dieu n’existait pas, il faudrait l’inventer.